# دریاچه بوسانی
دریاچه بوسانی (انگلیسی: Busani) یک دریاچه در استان بوریاتیای کشور روسیه است.